# Kiiki
Kiiki es una comuna camerunesa perteneciente al departamento de Mbam-et-Inoubou de la región del Centro.
En 2005 la comuna tenía una población de 8519 habitantes.
Se ubica sobre la carretera P10, en el oeste de la región.

## Localidades
Comprende, además de Kiiki, las siguientes localidades:
- Bep
- Bitang
- Biamesse
- Bougni à Mbang
- Bougni à Nfin
- Kipwo
- Mouken
- Mouko
- Ndiemi
- Ribang
- Roum
- Yakan